# Revival
Als Revival (engl. für „Wiederbelebung“, „Erneuerung“, „Erweckung“, auch „Renaissance“) bezeichnet man das Wiederaufflammen einer Modewelle der Vergangenheit. Besonders verbreitet ist der Begriff in der Popmusik und im Jazz. Er wird aber auch häufig in der Bildenden Kunst und anderen Sparten der Kultur sowie in der Modebranche verwendet.
Begleitet ist ein Revival in der Regel auch von einer Erneuerung der Ästhetik der Kunst-, Mode- oder Musikstile, die wieder modern werden. Manche Revivals werden auch von der Industrie aus lanciert, im Sinne einer Positionierung (Marketing). 
Als „Band Revival“ bezeichnet man die „Wiederbelebung einer Band“, die sich vormals aufgelöst hatte, in gleicher oder modifizierter Mitgliederbesetzung.
Beim Musical und anderen populären Theaterformen bedeutet Revival die Wiederaufnahme eines Stücks, nachdem es längere Zeit nicht mehr auf der Bühne gelaufen ist. Dies geschieht oft in einer neuen Regie und zeitgemäßen Ausstattung. Revivals sind so aufwendig wie Neuproduktionen. Sie spielen die Kosten nur ein, wenn sie wieder längere Zeit en suite gespielt werden können. Daher werden Revivals oft den Neuproduktionen vorgezogen, um das Risiko zu minimieren. Musicals, die zahlreiche Revivals erleben, sind oft auch als Filmmusicals bekannt wie Grease (1971) oder The Rocky Horror Show (1973).
Im Englischen bezeichnet der Ausdruck „Revival“ auch Neo-Stile in Architektur und Kunstgeschichte (Neugotik, Neoklassizismus) oder religiöse Erweckungsbewegungen (z. B. das Great Awakening in den Vereinigten Staaten).

## Beispiele
- Das Dixieland-Revival in den 1950er-Jahren, als er in Europa wieder bis in die Hitparaden vorstieß. Noch in den 1970er-Jahren war Dixieland im Hamburger Onkel Pö standardmäßig im Repertoire.
- Das sogenannte „Achtzigerjahre-Revival“ Ende der 1990er- und besonders zu Anfang der 2000er-Jahre, als in der Popmusik Stile der 1980er-Jahre (wie New Wave, die New Romantics oder auch die Neue Deutsche Welle) wieder aktuell wurden. Das Phänomen wurde teilweise auch in der Mode sichtbar. In diesem Fall fand auch eine Erneuerung der Ästhetik der 1980er Jahre statt, vor allem im Elektropop, in der neu aufgekommene Bands den alten Sound mit neuen Elementen ausschmückten.
- Das Science-Fiction-Revival im Kino der 1990er-Jahre, das insofern die Ästhetik des klassischen Science-Fiction-Films erneuerte, als computergenerierte Spezialeffekte eingebunden (z. B. Independence Day oder Matrix) und dadurch neue Ausdrucksmöglichkeiten geschaffen wurden.